# Estación Ingeniero Urcelay
Ingeniero Urcelay es una estación ferroviaria ubicada en la localidad de Conesa, en el Partido de San Nicolás, Provincia de Buenos Aires, República Argentina.

## Servicios
No presta servicios de pasajeros, sólo de cargas. Sus vías corresponden al Ramal CC del Ferrocarril General Belgrano. Sus vías e instalaciones están a cargo de la empresa estatal Trenes Argentinos Cargas.